# حكومة رياض الصلح الثانية
الحكومة اللبنانية الثانية بعد الاستقلال والثانية بعهد الرئيس بشارة الخوري، وهي ثاني حكومة يترأسها رياض الصلح الذي كلف بتشكيلها بموجب المرسوم رقم 1484 بتاريخ 3 تموز / يوليو 1944، وشكلت الحكومة بموجب المرسوم رقم 1485 بذات تاريخ التكليف. وقد نالت الحكومة الثقة ب41 صوتاً، وحجب الثقة 4 وامتنع 2. واستمرت الحكومة بتولي أعمالها حتى استقالتها بتاريخ 9 كانون الثاني 1945.

## أعضاء الحكومة
- رياض الصلح رئيسًا للحكومة ووزيراً للتموين ووزيراً للداخلية.
- حبيب أبو شهلا نائباً لرئيس الحكومة ووزيراً للتربية الوطنية ووزيراً للعدلية.
- سليم تقلا وزيراً للأشغال العامة ووزيراً للخارجية.
- محمد الفضل وزيراً للبرق والبريد ووزيراً للتجارة والصناعة.
- مجيد أرسلان وزيراً للدفاع الوطني ووزيراً للزراعة ووزيراً للصحة العامة والإسعاف.
- حميد فرنجية وزيراً للمالية.

## وصلات خارجية
- موقع رئاسة مجلس الوزراء الرسمي